# Cellara
Cellara község (comune) Olaszország Calabria régiójában, Cosenza megyében.

## Fekvése
A megye déli részén fekszik. Határai: Aprigliano, Figline Vegliaturo, Mangone és Santo Stefano di Rogliano.

## Története
A település alapításáról nem léteznek pontos adatok. Valószínűleg a 9. században alapították a szaracén portyázások elől menekülő cosenzai lakosok.

## Népessége
A népesség számának alakulása:

## Főbb látnivalói
- San Sebastiano-templom
- San Pietro Apostolo-templom